# Dilophodes xanthura
Dilophodes xanthura är en fjärilsart som beskrevs av Louis Beethoven Prout 1928. Dilophodes xanthura ingår i släktet Dilophodes och familjen mätare. Inga underarter finns listade i Catalogue of Life.